# Радиоактивные изотопы
Радионукли́ды, радиоакти́вные нукли́ды (менее точно — радиоакти́вные изото́пы, радиоизото́пы) — нуклиды, ядра которых нестабильны и испытывают радиоактивный распад. Большинство известных нуклидов радиоактивны (стабильными являются лишь около 300 из более чем 3000 нуклидов, известных науке). Радиоактивны все нуклиды, имеющие зарядовое число Z, равное 43 (технеций) или 61 (прометий) или большее 82 (свинец); соответствующие элементы называются радиоактивными элементами. Радионуклиды (главным образом бета-неустойчивые) существуют у любого элемента (то есть для любого зарядового числа), причём у любого элемента радионуклидов существенно больше, чем стабильных нуклидов.
Поскольку бета-распад любого типа не изменяет массовое число A нуклида, среди нуклидов с одинаковым значением массового числа (изобаров) существует как минимум один бета-стабильный нуклид, отвечающий минимуму на зависимости избытка массы атома от заряда ядра Z при данном A (изобарической цепочке); бета-распады происходят по направлению к этому минимуму (β−-распад — с увеличением Z, β+-распад и электронный захват — с уменьшением Z), спонтанные переходы в обратном направлении запрещены законом сохранения энергии. Для нечётных A такой минимум один, тогда как для чётных значений A бета-стабильных нуклидов может быть 2 и даже 3. Большинство лёгких бета-стабильных нуклидов стабильны также и по отношению к другим видам радиоактивного распада и, таким образом, являются абсолютно стабильными (если не принимать во внимание до сих пор никем не обнаруженный распад протона, предсказываемый многими современными теориями-расширениями Стандартной Модели).
Начиная с А = 36 на чётных изобарических цепочках появляется второй минимум. Бета-стабильные ядра в локальных минимумах изобарических цепочек способны испытывать двойной бета-распад в глобальный минимум цепочки, хотя периоды полураспада по этому каналу очень велики (1019 лет и более) и в большинстве случаев, когда такой процесс возможен, он экспериментально не наблюдался. Тяжёлые бета-стабильные ядра могут распадаться по каналам альфа-распада (начиная с A ≈ 140), кластерной радиоактивности и спонтанного деления.
Большинство радионуклидов получаются искусственным путём (техногенные радионуклиды), однако существуют и природные радионуклиды, к которым относятся:
- радионуклиды с большими периодами полураспада (>5·107 лет, например уран-238, торий-232, калий-40), которые не успели распасться с момента нуклеосинтеза за время существования Земли, 4,5 млрд лет;
- радиогенные радионуклиды — продукты распада вышеуказанных долгоживущих радионуклидов (например, радон-222 и другие радионуклиды из рядов радия, тория и актиния);
- космогенные радионуклиды, возникающие в результате действия космического излучения (тритий, углерод-14, бериллий-7 и др.).

### Радионуклиды в пище
Наиболее опасными для организма человека долгоживущими радионуклидами техногенного происхождения являются цезий-137 и стронций-90, период полураспада которых составляет около 30 лет, хотя они существенно менее радиотоксичные по сравнению, например, с радием-226, плутонием и минорными актиноидами, например америцием и нептунием, тем более кюрием. Именно эти два изотопа подлежат обязательной проверке в пищевых продуктах согласно СанПиН 2.3.2.1078-01 в РФ.
Наибольшая удельная активность по цезию-137 и стронцию-90 характерна для грибов. Особенно сильно аккумулируют радиоактивные вещества свинушки, маслёнок осенний, польский гриб. Эти грибы составляют группу так называемых «аккумуляторов» радионуклидов. Несколько меньше накапливают радионуклиды груздь черный, сыроежки, волнушка розовая. Также существенные количества радионуклидов накапливают лесные ягоды, в особенности клюква.
Снижению концентрации радионуклидов в пище способствует кулинарная обработка. Так, с картофеля и свеклы при чистке удаляется 60—80 % радионуклидов, во время варки — 60 %, а при отваривании с 2—3-кратной сменой воды количество радионуклидов уменьшается в 2—3 раза. Отваривание очень действенно и для грибов — при варке в течение 30—60 мин с 2-кратной сменой воды содержание радионуклидов уменьшается в 2—10 раз, в наибольшей степени это свойственно для пластинчатых видов грибов.
| Пищевой продукт           | Допустимые уровни содержания изотопа, Бк/кг продукта | Допустимые уровни содержания изотопа, Бк/кг продукта |
| ------------------------- | ---------------------------------------------------- | ---------------------------------------------------- |
| Пищевой продукт           | цезий-137                                            | стронций-90                                          |
| Мясо, мясопродукты        | 160-320                                              | 50-200                                               |
| Молоко, молочные продукты | 100                                                  | 25                                                   |
| Молочные консервы         | 300                                                  | 100                                                  |
| Рыба и рыбопродукты       | 130                                                  | 100                                                  |
| Зерно, мука               | 50-70                                                | 30-60                                                |
| Хлеб, булочные изделия    | 40                                                   | 20                                                   |
| Кондитерские изделия      | 160                                                  | 100                                                  |
| Картофель, овощи          | 120                                                  | 40                                                   |